# Josh McDowell
Josh McDowell (ur. 17 sierpnia 1939 w Union City w Michigan) – amerykański pisarz i ewangelista, apologeta chrześcijański związany z ewangelikalnym nurtem protestantyzmu.

## Życiorys
Urodził się  w stanie Michigan jako jedno z pięciorga dzieci Wilmota McDowella. W młodości zaciągnął się do the Air National Guard, gdzie otrzymał podstawowe szkolenie, a następnie pełnił obowiązki przy utrzymaniu samolotów. W wyniku poważnego wypadku został jednak zwolniony ze służby.
Początkowo McDowell zamierzał zdobyć wykształcenie prawnicze, aby zająć się karierą polityczną. Studia przygotowawcze podjął na Kellogg College w Michigan. Jak sam wspomina, był w tym czasie agnostykiem, który pod wpływem rozmów z grupą zaznajomionych z nim chrześcijan, postanowił napisać studium dowodzące historycznej niewiarygodności chrześcijaństwa, jednak w trakcie pracy przyjął wiarę w Chrystusa.
W następnych latach studiował na Wheaton College w stanie Illinois, gdzie finalnie uzyskał tytuł Bachelor of Arts. Kolejne lata spędził na Talbot Theological Seminary of Biola University, w Kalifornii. Napisał tam pracę na temat teologii Świadków Jehowy, otrzymując dzięki niej tytuł Master of Divinity oraz wyróżnienie Magna Cum Laude. Obecnie jest pracownikiem własnego instytutu znanego jako Josh McDowell Ministry; jest on częścią Campus Crusade for Christ, znanego w Polsce jako Ruch Chrześcijański Mt28.
W 1982 otrzymał honorowy tytuł Doctor of Laws od the Simon Greenleaf School of Law, w uznaniu za lata służby oraz publikacje książkowe.

## Życie prywatne
Deklaruje się jako protestant ewangelikalny. Jest mężem Dorothy Youd, z którą ma czwórkę dzieci.

## Książki
Najbardziej znane książki jego autorstwa to:

- Więcej niż cieśla
- Jego obraz, mój obraz
- Dawać, brać, kochać
- Odpowiedzi na trudne pytania
- Przewodnik do zrozumienia Twojej Biblii
- Dlaczego czekać
- Jak być bohaterem dla swoich dzieci
- Tajemnica miłości
- Zadziwiający wpływ tatusia
- Powód do radości
- Ucałowania tata
- Jak postępować ze starymi
- Mity edukacji seksualnej
- Przyjaciel samotnych serc
- Sprawa zmartwychwstania
- Jagodowy staw
- NIE. Pomóż swojemu dziecku pokonać presję seksualną
- Okultyzm
- Oszukani
- Seks, wina, przebaczenie
- Jezus. Biblijna obrona boskości Jezusa
- Przewodnik apologetyczny
- W poszukiwaniu odpowiedzi - Kod Leonarda da Vinci (odpowiedź na Kod Leonarda da Vinci)
- Fundamenty Wiary
- Rewolta. Jezus jest Prawdą
- Wiara ma znaczenie. Jezus jest Prawdą
- Prawda czy fałsz
- Oszuści
- Dzieci szukają odpowiedzi
- Rodzina i Biblia
- Świadek
- Biblia właściwych wyborów
- (Nie)wiarygodne zmartwychwstanie
- Niewiarygodna pogłoska? Czy to możliwe, żeby powstał z martwych?
- Wyobcowane pokolenie
- Słowo które łączy
- W poszukiwaniu pewności
- Wiarygodność Pisma św.